# ドル・ペレツ
ドル・ペレツ（Dor Peretz, 1995年5月17日 - ）は、イスラエル・中央地区ホッド・ハーシャロン出身のサッカー選手。セリエA・ヴェネツィアFC所属。ポジションはMF。

## クラブ経歴
2014年にマッカビ・テルアビブFCのトップチームに昇格。プロ1年目の2014-15シーズンからチームの中心を担い、リーグ戦19試合に出場し、同シーズンのイスラエル・プレミアリーグ優勝に貢献。UEFAチャンピオンズリーグ 2015-16には予備予選から勝ち上がり、本大会ではチェルシーFCが同位するグループGに入るも、6戦全敗で終了。2016-17シーズンはローン移籍でハポエル・ハイファFCでプレー。復帰後は2018-19、2019-20シーズンと2年連続でリーグ優勝を経験した。
2021年6月17日、ヴェネツィアFCと3年契約を締結したことが発表された。

## 代表経歴
2011年から各ユース世代のイスラエル代表に随時招集され、主軸として活躍。2015年10月にフル代表に初招集。14日のUEFA EURO 2016予選のベルギー戦でフル代表初出場。2018年10月11日のスコットランド戦で代表初ゴールを決めた。

## タイトル

### クラブ
マッカビ・テルアビブFC
- イスラエル・プレミアリーグ : 2014-15, 2018-19, 2019-20
- グヴィア・ハメディナ : 2014-15